# 奥村伊三郎
奥村 伊三郎（おくむら いさぶろう、嘉永元年〈1848年〉 - 大正2年〈1913年〉2月2日）は、尾張国出身の実業家。大須で菊人形の黄花園（こうかえん、奥村黄花園）を経営して名声を博した。

## 経歴

### 菊の栽培
嘉永元年（1848年）、尾張国愛知郡荒子村字高畑（現・愛知県名古屋市中川区高畑）の農家に奥村伊三郎が生まれた。
1889年（明治22年）から1890年（明治23年）頃、西春日井郡清水町（現・名古屋市北区清水）の大鍛冶屋の水谷甚七が入場料を取って鑑賞させる菊園を開いた。1891年（明治24年）には水野喜八も清水町の秋香園に菊園を開いた。奥村は菊の栽培に精通しており、清水町の大鍛冶屋で使用人を務めていたが、秋香園に招かれて菊人形を手掛けるようになった。なお、清水町に菊園を開いたのは1887年（明治20年）11月とする場合もある。

### 黄花園の設立

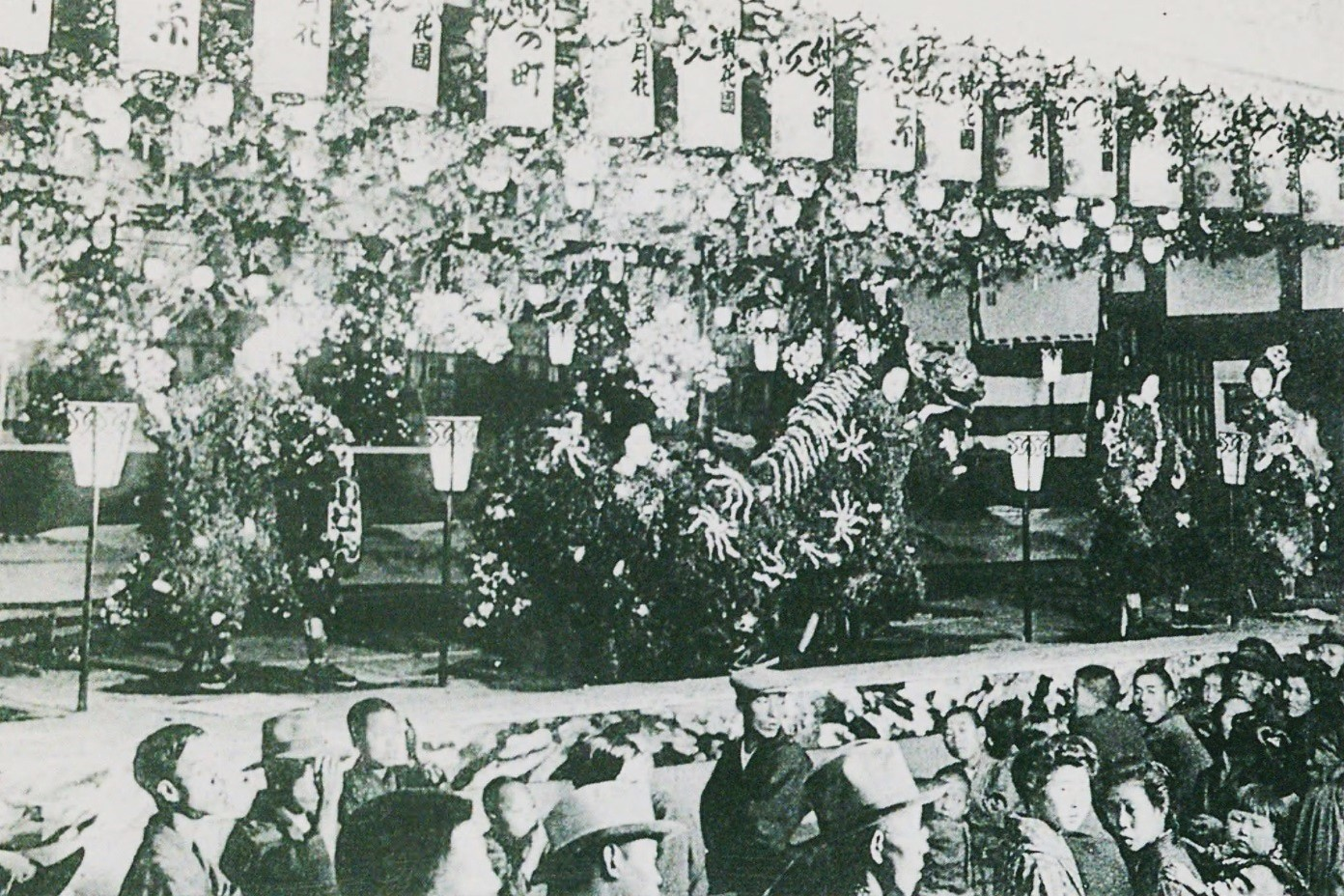
黄花園

1894年（明治27年）には大須の萬松寺境内（万松寺通沿い）に移り、水野の資金によって菊人形の展示場である黄花園を設立した。菊の開花時期に合わせて、10月初旬から12月初旬までの約2か月に渡って営業し、1908年（明治41年）時点では朝8時から夜11時まで開園した。毎年11月3日の天長節が開催のピークだった。2か月間に数十万人もの入場者があり、休日などには行列が本町通まで達したこともあるという。大菊や中菊は上前津に近い西川端町で栽培し、小菊は奥村の郷里である荒子や高畑の農家が栽培した。これが理由で高畑は菊の産地として知られるようになった。
1900年（明治33年）には大阪・新世界に黄花園の菊師が出張して菊人形展を開いた。これが契機となって、長男の奥村初次郎は後に大阪に定住している。1902年（明治35年）、水野は萬松寺の黄花園を奥村に譲り、自身は大須観音に近い料亭八千久の裏手に移り、1903年（明治36年）に菊園を開設している。
1902年（明治35年）には人形製造が盛んな碧海郡高浜町（現・高浜市）の細工人形師を菊師として契約し、豪勢で複雑な菊人形を仕立てるようになった。1906年（明治39年）以後には、東京市の両国、大阪府の枚方、三重県、福岡県の博多などでも菊人形展を行った。奥村の黄花園は名古屋名物のひとつとなり、1910年（明治43年）に栽培のピークを迎えた。1911年（明治44年）以降には黄花園に電気仕掛けのからくりが登場した。

### 死後
奥村伊三郎は1913年（大正2年）2月2日に死去した。墓所は名古屋市中川区高畑3丁目の盛福寺。
昭和に入ると黄花園ではダンスなども披露された。1927年（昭和2年）に愛知電気鉄道（現・名鉄名古屋本線）神宮前駅と吉田駅（現・豊橋駅）の間が全通すると、愛電の往復乗車券に黄花園の入場券を付けた切符が販売されるようになり、名古屋電気鉄道犬山駅や名鉄岐阜駅からの同様の切符も販売されるようになった。
1936年（昭和11年）には大須の黄花園が閉園となったが、1940年（昭和15年）までは萬松寺が菊人形展を継続した。1941年（昭和16年）以降には通年で籠寅興行社が敷地を借り、剣劇や軽演劇などの興行を行った。